# Adolphe Ambroise Alexandre Gatine
Adolphe Ambroise Alexandre Gatine, né le 9 germinal an XIII (30 mars 1805) à Paris 3e et mort le 22 août 1864 à Bondy, est un avocat au Conseil d’État et à la Cour de cassation et abolitionniste français.

## Biographie
Après des études de droit, Gatine devient avocat à la Cour de Paris en 1827, puis juge auditeur au tribunal de Provins en 1830. Le 4 juin 1831, il est admis à l’Ordre des avocats aux Conseils, succédant à François-André Isambert, de 1839 à 1842, puis de 1849 à 1852.

## Avocat engagé
Très tôt, Adolphe Gatine s’intéresse à la cause des esclaves, des libres de couleur et des esclaves affranchis. En effet, en 1831, il cosigne avec Fabien et Cyrille Bissette une pétition à la Chambre des députés pour accorder aux esclaves le droit de se pourvoir en cassation.
Entre 1833 et 1845, il plaide avec succès devant la Cour de cassation pour la reconnaissance en qualité de libre de droit en faveur des Noirs et des affranchis dans les affaires Louisy et Léonarde.
En 1834, il présente un Sommaire des moyens de cassation à plaider pour les condamnés de Grand’-Anse, hommes de condition libres demandeurs en cassation de l’arrêt de la Cour d’assises de Saint-Pierre du 30 juin 1834, et pour les esclaves condamnés conjointement…, en référence à « l’affaire de la Grand’Anse » qui a eu lieu en décembre 1833 en Martinique.
L’« affaire Virginie » l’a promu en tant « qu’abolitionniste du barreau » : Virginie est une esclave guadeloupéenne affranchie par testament en 1832, dont les enfants, encore impubères, sont restés en esclavage. Souhaitant leur affranchissement, la mère s’appuie sur l’article 47 du Code noir (1685) suivant lequel « l’enfant impubère ne peut être séparé de sa mère ». Après une décision judiciaire de refus initialement rendue en Guadeloupe le 1er mars 1841, de rebondissement en rebondissement « l’affaire Virginie » remonte à la Cour de cassation, devant laquelle Me Gatine présente ses observations : la Cour estime que l’affranchissement volontaire et gracieux de la mère impliquait la remise des enfants impubères sans que leur propriétaire puisse exiger une contrepartie financière et à ce titre, elle évoque « une loi d’humanité conforme aux principes du droit naturel qui ne veut pas que les enfants soient privés des soins de leurs parents tant que la faiblesse de leur âge les rend nécessaires ». La Cour de cassation renvoie l’affaire devant la cour royale de Poitiers. La Cour de cassation prend position sur le fond de l’affaire Virginie, qui obtient gain de cause. L’arrêt de Poitiers a fait jurisprudence et permis à Me Gatine de remporter plusieurs affaires similaires telle « l’affaire Coralie ».

## Abolitionniste
Sous la Deuxième République, le Ministre de la Marine et des Colonies François Arago, associe Adolphe Ambroise Alexandre Gatine aux réflexions sur l'abolition de l’esclavage au sein de la commission instituée par le décret du Gouvernement provisoire de la République du 4 mars 1848 (Gouvernement provisoire de 1848).
C’est en tant que juriste qu’Adolphe Ambroise Alexandre Gatine participe à la préparation de l’acte d’émancipation immédiate dans toutes les colonies. Il collabore également à l’élaboration de nombreux projets de décrets, tels sur les jurys cantonaux et sur la presse aux colonies. Ces projets seront adoptés par la commission et soumis au Gouvernement provisoire (27 avril 1848).
À la demande de Victor Schœlcher, Gatine est désigné commissaire général pour l’île de la Guadeloupe. Il quitte la France à bord du navire Le Chaptal. Notons que François Auguste Perrinon l’accompagne pour se rendre en Martinique proclamer l’abolition de l’esclavage. Tandis que Napoléon Sarda-Garriga est envoyé à La Réunion. Tous ont été choisis pour leur dévouement à la cause abolitionniste et accomplir l’acte de réparation. Notons que c’est au cours de ce voyage que Gatine adhère à la franc-maçonnerie (le 31 mai 1848).
Il arrive en Guadeloupe le 5 juin 1848 à Basse-Terre, mais l’émancipation avait déjà été proclamée le 27 mai 1848 par le gouverneur Marie Jean-François Layrle qui craignait une extension dans la colonie des troubles de Saint-Pierre (Martinique).
Nommé commissaire général de la Guadeloupe et de ses dépendances, une lourde tâche l’attend. Il doit en effet faire régner l’ordre et la liberté, tout en montrant que l’émancipation n’est pas la ruine de l’économie coloniale, ni l’abandon du travail dans les plantations. Il a également pour mission d’organiser les premières élections au suffrage universel. Il soutiendra les candidatures de Victor Schœlcher et François Auguste Perrinon, qui seront élus.
Mais Gatine est progressivement contesté par les porte-parole des colons qui disposent d’un média très puissant à l’époque : la presse. Celle-ci n’hésitera pas à alerter Paris sur les désordres que connaît l’île. Sa démission sera effective le 14 octobre 1848. Après son séjour en Guadeloupe, Gatine écrira en 1849 Abolition de l’esclavage à la Guadeloupe, quatre mois de gouvernement dans cette colonie.
En France, il reprend sa fonction d’avocat, plaidant lors de procès politiques tel le « complot de feu » jugé par le Conseil de guerre en Guadeloupe en mai 1850. En avril-mai 1849, il sollicite les suffrages des électeurs de toutes les colonies françaises : Guadeloupe, Martinique, Guyane, La Réunion et le Sénégal.
Sous le Second Empire, il présente au prince Napoléon un exposé des réclamations des Indiens de Pondichéry, ou plutôt des Hindous qui protestent contre un arrêté du gouvernement local qui remettait en cause le régime des castes. Il se fait le défenseur de ce régime, une position surprenante qui va à l’encontre de sa vision abolitionniste assimilationniste.
Le 30 janvier 1863, il cesse d’exercer sa profession d’avocat. L’année suivante, il sort un poème intitulé Souvenirs d’un abolitionniste, peut-être posthume. Il repose au cimetière du père Lachaise.

## Famille
Il est fils d'Ambroise Magloire Gatine (1778-1862), garde du corps du Toi et maire de Bondy de 1830 à 1860 et d'Alexandrine Madeleine Louise Leriche de Cheveigné (1781-1871). Le mariage de son père, roturier, avec la fille d'un marquis a été condamné dans la famille Leriche de Cheveigné qui a déshérité Alexandrine Madeleine Louise.
Son arrière-grand-père, Jacques Gastine, époux d'Élisabeth Robinet, était charpentier à Bondy. Son grand-père, Laurent Gastine (1734-1817), époux de Marie Marguerite Duval (1753-1815), était marchand de bois, maître charpentier et propriétaire à Bondy.
Adolphe Gatine épouse en 1834 Eulalie Perrine Augustine Victoire Égault des Noés (1815-1907), fille de Pierre Thomas Marie Égault des Noés (1777-1839), ingénieur en chef des Ponts et Chaussées, et de Marie Louise Eulalie Macé de Bagneux (1782-1867). Ils ont trois enfants : Marie Eulalie Ambroisine Léonie Gatine (1835-1863), Marie Alexandrine Lucie Gatine (1838-1932) et Marie Alexandre Albert Gatine (1854-1938), inspecteur général des finances.
Adolphe Gatine avait un frère cadet, Félix Aimé Gatine (1807-1882), notaire à Forges-les-Eaux jusqu'en 1847.

## Publications
- Adolphe Ambroise Alexandre Gatine et Jacques Adélaïde-Merlande (dir.), Abolition de l'esclavage à la Guadeloupe : quatre mois de gouvernement dans cette colonie, Chez France, 1849, 120 p. (BNF 32148850, lire en ligne).
- Adolphe Ambroise Alexandre Gatine, Abolition de l’esclavage à la Guadeloupe : quatre mois de gouvernement dans cette colonie, Basse-Terre, 1999, 111 p. (ISBN 2-900339-30-8)
- Adolphe Ambroise Alexandre Gatine, Sommaire des moyens de cassation à plaider pour les condamnés de Grand’-Anse, hommes de condition libres demandeurs en cassation de l’arrêt de la Cour d’assises de Saint-Pierre du 30 juin 1834, et pour les esclaves condamnés conjointement…, Paris, impr. De Dezauche, 1834, 11 p.
- Adolphe Ambroise Alexandre Gatine, Cour de cassation. Causes de liberté. Marie-Sainte Platon, de la Martinique, réclamant les quatorze libertés de ses enfants ou petits enfants. Mariage entre libre et esclave. Affranchissement de droit. Indivisibilité de la famille., Paris, impr. de P. Cordier, 1847
- Adolphe Ambroise Alexandre Gatine, Cour de cassation. Procès Virginie de la Guadeloupe. Plaidoyer de Me Gatine et arrêt de cassation. 22 novembre 1844, Paris, impr. de P. Cordier, (s. d.), 28 p. (lire en ligne)
- Adolphe Ambroise Alexandre Gatine, Souvenirs d’un abolitionniste, Paris, impr. de P. Cordier, 1864, 16 p. (lire en ligne)
- Adolphe Ambroise Alexandre Gatine, Souvenirs d’un abolitionniste, Paris, Imprimerie de Philippe Cordier, 1864, 16 p. (lire en ligne)
- Adolphe Ambroise Alexandre Gatine, Procès Virginie, de la Guadeloupe. Plaidoirie et arrêt de cassation, Paris, Imprimerie de Philippe Cordier, 1884, 28 p. (lire en ligne)

## Appareil critique